# Петрущак Іван Дмитрович
Іван Дмитрович Петрущак (14 жовтня 1902, місто Ужгород, Австро-Угорщина, тепер Закарпатської області — 19 вересня 1961, місто Ужгород Закарпатської області) — український комуністичний діяч, голова Закарпатської обласної ради професійних спілок. Депутат Верховної Ради УРСР 2—4-го скликань.

## Біографія
Народився у робітничому районі міста Ужгорода — Радванці у родині робітника. Навчався у народній школі. У 1918 році розпочав трудову діяльність. Спершу працював робітником меблевої фабрики «Мундус» в Ужгороді, потім переїхав до Угорщини, де працював учнем шевця, шевцем, робітником-взуттєвиком у приватній майстерні в селі Хорт, у містечку Дьєндєш та у Будапешті.
У 1924 році повернувся на Закарпаття і продовжував працювати в приватних майстернях міста Ужгорода.
Член Комуністичної партії Чехословаччини (КПЧ) з серпня 1924 року.
У 1927 році був обраний секретарем Ужгородського окружного та міського комітету КПЧ. Обирався членом Закарпатського крайового комітету КПЧ, керував страйковою боротьбою. За революційну діяльність кілька разів був репресований.
З 1929 року — секретар Підкарпатського крайового комітету Червоних професійних спілок.
За рішенням крайового комітету КПЧ у 1930 році був направлений до СРСР на навчання у Комуністичному інституті журналістики в місті Харкові. У 1932 році повернувся на Закарпаття, працював секретарем крайового комітету Червоних професійних спілок. За революційну діяльність був заарештований і засуджений. Після звільнення з 1932 по 1935 рік працював редактором газет «Карпатська правда», «Працююча молодь», «Голос життя» та «Карпатська іскра». З 1935 по 1939 рік працював робітником у ремісника в місті Празі.
Коли у березні 1939 року частину Чехословаччини захопили угорські війська, Іван Петрущак емігрував до Англії. Працював робітником взуттєвої фабрики міста Ньюарка, токарем військового заводу міста Лондона. У 1942 році став членом чехословацької Державної ради в еміграції. Видавав у Лондоні бюлетень «Карпати кличуть» з розповідями про становище на Закарпатті, часто виступав по лондонському радіо. Також створив у Лондоні «Закарпатський клуб», був організатором і членом місцевого осередку Всеслов'янського комітету. У кінці 1944 року повернувся на Закарпаття.
21 січня 1945—1946 року — голова ради професійних спілок Закарпатської України.
У 1946 — березні 1958 року — голова Закарпатської обласної ради професійних спілок. Обирався членом бюро Закарпатського обласного комітету КПУ.
З 1958 року — на пенсії в Ужгороді. 

## Нагороди
- орден Леніна (23.01.1948)
- орден «Знак Пошани»
- медаль «За доблесну працю у Великій Вітчизняній війні 1941—1945 рр.»